# Introducere în genetică

O secţiune de ADN: între cele două șiraguri spirale se află secvența de nucleotide care stochează informația genetică.

Genetica studiază modul în care organismele vii moștenesc caractere, numite trăsături, de la precursorii lor; de exemplu, copiii seamănă adesea cu părinții. Genetica urmărește să stabilească ce trăsături sunt moștenite și să explice cum sunt transmise aceste trăsături din generație în generație.
Unele trăsături se referă la înfățișarea fizică a organismului; de exemplu, culoarea ochilor, înălțimea sau greutatea. Există multe alte tipuri de trăsături, de la modul de comportare până la rezistența la boli. Trăsăturile sunt adesea moștenite, de exemplu oamenii înalți și subțiri tind să aibă copii înalți și subțiri. Alte trăsături rezultă din interacția dintre caractere moștenite și mediul înconjurător. De exemplu, un copil poate moșteni tendința de a fi înalt, dar dacă este slab alimentat el va fi totuși scund. Modul în care genetica și mediul înconjurător interacționează pentru a produce o trăsătură poate fi complicat: de exemplu, șansele ca cineva să moară de cancer sau de o boală de inimă par a depinde atât de istoria familiei sale cât și de stilul său de viață.
Informația genetică e conținută într-o moleculă lungă numită ADN care e copiată și moștenită din generație în generație. Trăsăturile se găsesc în ADN sub forma de instrucțiuni pentru construirea și funcționarea unui organism. Aceste instrucțiuni sunt conținute în segmente de ADN numite gene. ADN constă dintr-o secvență de unități simple, iar ordinea acestor unități „scrie” instrucțiunile într-un cod genetic. Situația e similară cu a literelor care, într-o anumită ordine, compun cuvintele unui text. Organismul „citește” înșiruirea acestor unități și decodifică instrucțiunea.
Nu toate genele pentru o anumită instrucțiune sunt identice. Diferitele forme ale unui tip de genă se numesc alele ale acelei gene. De exemplu, o alelă a unei gene care determină culoarea părului poate conține instrucțiunea de a produce o mare cantitate de pigment pentru un păr negru, pe când o altă alelă ar putea conține o versiune alterată a acestei instrucțiuni, astfel că nu se produce deloc pigment și părul este alb. Mutațiile sunt evenimente aleatorii care modifică secvența unei anumite gene și deci creează a nouă alelă. Mutațiile pot produce o nouă trăsătură, de exemplu schimbând o alelă pentru păr negru într-o alelă pentru păr alb. Apariția de trăsături noi e importantă în evoluție.

## Ereditatea în biologie

### Gene și ereditate

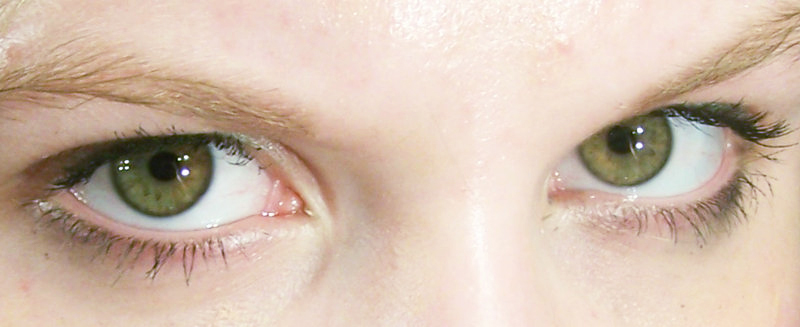
Ochii verzi sunt o trăsătură recesivă.

Genele se moștenesc ca unități, părinții împărțind genele lor urmașilor. Acest proces poate fi vizualizat ca amestecarea a două pachete de cărți de joc, urmată de reîmpărțirea lor. Oamenii au două copii ale fiecărei gene (adică două alele); când se reproduc, ei stochează copii ale genelor lor în ovule sau spermatozoizi, însă punând o singură copie a fiecărui tip de genă. Un ovul se împerechează apoi cu un spermatozoid pentru a da copilului o nouă garnitură de gene. Copilul va avea același număr de gene ca părinții săi, dar pentru fiecare genă una din cele două copii va veni de la tată iar cealaltă de la mamă.
Efectele acestei amestecări depind de tipurile de gene (alelele) care ne interesează. Dacă tatăl are două alele care specifică ochi verzi iar mama are două alele care specifică ochi căprui, toți copiii lor vor primi două alele specificând instrucțiuni diferite, una pentru ochi verzi și una pentru ochi căprui. Culoarea ochilor acestor copii va depinde de modul în care cele două alele funcționează împreună. Dacă o alelă își impune instrucțiunile față de cealaltă, ea se numește alelă dominantă, iar alela care cedează se numește alelă recesivă. În cazul unei fiice cu alele pentru căprui și verde, căprui este dominant și ea va avea ochi căprui.
Totuși, alela pentru culoarea verde este prezentă în această fată cu ochi căprui, însă ea nu se manifestă. Există o diferență între ce se vede la suprafață (ansamblul trăsăturilor observabile ale unui organism, numit fenotip) și tipurile de gene din acest organism (genotipul său). În acest exemplu putem numi alela căpruie C și alela verde v. (Se obișnuiește să se scrie alelele dominante cu litere majuscule și cele recesive cu litere mici.) Fata cu ochi căprui are „fenotip ochi căprui” dar genotipul ei este Cv, cu o copie a alelei C și o copie a alelei v.
Să ne imaginăm acum că această fată a crescut și are copii cu un bărbat care și el are un genotip Cv. Ovulele ei sunt un amestec de două tipuri, un tip conținând alela C, celălalt conținând alela v. Partenerul ei produce un amestec de două tipuri de spermă, conținând una sau alta din cele două alele. Când alelele se amestecă la urmași, acești copii au șansa de a avea fie ochi căprui fie ochi verzi, fiindcă ei ar putea primi un genotip CC = ochi căprui, Cv = ochi căprui, sau vv = ochi verzi. În această generație există deci șansa ca alela recesivă să se manifeste în fenotipul copiilor: unii dintre ei ar putea avea ochi verzi ca bunicul lor.
Multe trăsături sunt moștenite într-un mod mai complicat decât în exemplul de mai sus. Acest lucru se poate întâmpla atunci când sunt implicate mai multe gene, fiecare contribuind cu o mică parte la rezultatul final. Oamenii înalți tind să aibă copii înalți deoarece copiii lor primesc un pachet de multe gene care contribuie fiecare cu puțin la cât de mult cresc. Totuși, nu există grupuri bine delimitate de „oameni scunzi” și „oameni înalți”, așa cum există grupuri de oameni cu ochi căprui sau verzi. Se întâmplă așa din cauza numărului mare de gene implicate, ceea ce face ca această trăsătură să fie foarte variabilă, iar oamenii au înălțimi foarte diferite. Ereditatea poate fi complicată și atunci când trăsătura depinde de interacția dintre genetică și mediul înconjurător. E bine cunoscut faptul că, dacă un copil nu primește destulă hrană, trăsături cum ar fi culoarea ochilor nu se vor schimba, dar creșterea îi va fi afectată.

### Boli ereditare
Anumite boli sunt ereditare și apar în familii; altele, cum sunt bolile infecțioase, sunt cauzate de mediul înconjurător. Iar altele, iarăși, sunt cauzate de o combinație de factori ereditari și ambientali.
Bolile care sunt produse de o singură alelă a unei gene și sunt moștenite în familii se numesc boli genetice. Din această categorie fac parte boala lui Huntington, fibroza cistică (mucoviscidoza) sau distrofia musculară progresivă (miopatia lui Duchenne). Mucoviscidoza, de exemplu, e cauzată de mutații într-o singură genă numită CFTR și se moștenește ca trăsătură recesivă. În alte boli influențate de genetică, alelele primite de la părinți schimbă doar riscul de a contracta boala. Cele mai multe boli de acest fel sunt moștenite într-un mod complex: uneori sunt implicate gene multiple, alteori sunt importante atât genele cât și mediul înconjurător.
De exemplu, riscul de a contracta cancer mamar este de 50 de ori mai ridicat în familiile cu risc maxim, în comparație cu familiile cu risc minim. Această variație este probabil datorată unui mare număr de alele. Fiecare dintre ele modifică puțin riscul. Câteva din genele implicate au fost identificate, de exemplu BRCA1 și BRCA2, dar nu toate. Totuși, deși riscul este în parte genetic, greutatea excesivă, consumul exagerat de alcool sau lipsa de exercițiu fizic măresc riscul acestui tip de cancer. Riscul ca o femeie să contracteze cancer mamar este deci rezultatul unui mare număr de alele și al mediului înconjurător, și e foarte greu de prezis.

## Funcțiile genelor

### Exprimare: Sinteza proteinelor

Exprimare: transcripția ADN în ARN e urmată de translația ARN în proteină.

Replicare: molecula ADN este despicată în lung în două șiraguri spirale care apoi integrează nucleotidele prin împerecherea bazelor pentru a produce două molecule ADN identice.

Genele au funcția de a furniza informația necesară pentru producerea unor molecule numite proteine, în celulele organismului. Celulele sunt cele mai mici părți independente ale organismului: corpul omenesc conține aproximativ 100 de trilioane de celule, pe când organisme foarte mici cum sunt bacteriile au doar o singură celulă. O celulă e ca o fabrică foarte complexă în miniatură, care poate produce toate piesele necesare pentru a realiza o copie a ei însăși, ceea ce se petrece când celula se divide. În celule există o diviziune a muncii simplă: genele furnizează instrucțiunile iar proteinele execută aceste instrucțiuni – cum ar fi construirea unei noi copii a celulei sau repararea defectelor. Fiecare tip de proteină e un specialist care face un singur lucru, așa că dacă o celulă are nevoie să facă ceva nou ea trebuie să producă o nouă proteină. Dacă o celulă are nevoie să facă ceva mai repede sau mai încet decât înainte, ea produce o cantitate mai mare sau mai mică din proteina respectivă. Genele instruiesc celulele ce să facă, spunându-le ce proteine să producă și în ce cantități.
Proteinele constau dintr-o înlănțuire a 20 de tipuri de aminoacizi. Acest lanț este adunat într-o formă compactă, asemănătoare unui ghem de sfoară grosolan. Forma proteinei e determinată de secvența de aminoacizi de-a lungul lanțului iar această formă, la rândul ei, determină ce va face proteina. De exemplu, anumite proteine au pe suprafață adâncituri care se potrivesc exact cu forma altei molecule, permițând proteinei să se lege foarte strâns de această moleculă. Alte proteine sunt enzime, asemănătoare cu niște mecanisme minuscule care pot modifica alte molecule.
Informația din ADN este stocată într-o secvență de unități care se repetă de-a lungul moleculei ADN. Aceste unități sunt patru tipuri de nucleotide (A, T, G și C), iar secvența nucleotidelor stochează informatia într-un alfabet numit cod genetic. Când o genă este citită de o celulă, secvența ADN e copiată într-o moleculă asemănătoare numită ARN (acest proces se numește transcripție). Transcripția e controlată de alte secvențe ADN (cum sunt promotorii), care indică celulei unde se află genele și controlează cât de frecvent sunt ele copiate. Copia de ARN făcută după o genă este apoi trecută printr-o structură numită ribozom, care traduce secvența de nucleotide din ARN în secvența corectă de aminoacizi și leagă acești aminoacizi laolaltă, producând un lanț complet de proteină. Noua proteină se strânge apoi în forma ei activă. Procesul de traducere a informației din limbajul ADN în limbajul aminoacizilor se numește translație.
Dacă secvența nucleotidelor dintr-o genă se schimbă, secvența aminoacizilor din proteina pe care o produce se poate schimba și ea; dacă o parte dintr-o genă e îndepărtată, proteina produsă va fi mai scurtă și ar putea să nu mai funcționeze. Acesta este motivul pentru care alele diferite ale unei gene pot avea efecte diferite în organism. De exemplu, culoarea părului depinde de cantitatea dintr-o substanță de culoare închisă numită melanină, care e produsă în timpul creșterii părului. Dacă o persoană posedă o garnitură normală de gene implicate în producerea melaninei, sunt fabricate toate proteinele necesare și părul crește cu o culoare închisă. Dar dacă alelele pentru o anumită proteină au secvențe diferite și fabrică proteine care nu funcționează corect, nu se produce melanină și părul va fi alb. Această condiție se numește albinism iar o persoană în această condiție este un albino.

### Replicare: Copierea genelor
Genele sunt copiate de fiecare dată când o celulă se divide în două celule noi. Procesul prin care ADN este copiat se numește replicare ADN. Printr-un proces similar, un copil moștenește genele de la părinții săi, când o copie de la mamă este cuplată cu o copie de la tată.
ADN poate fi copiat foarte ușor și precis, deoarece fiecare porțiune de ADN poate dirija crearea unei noi copii a informației pe care o stochează. DNA e format din două șiraguri care sunt prinse laolaltă, ca un fermoar. Nucleotidele sunt la mijloc, ca dinții fermoarului, și se împerechează, ținând cele două șiraguri laolaltă. E important faptul că cele patru tipuri diferite de nucleotide au forme diferite, așa că pentru ca fermoarul să se închidă corect o nucleotidă A trebuie să fie opusă unei nucleotide T, iar o G trebuie să fie opusă unei C. O unitate de informație din ADN este deci o pereche de baze formată după această regulă exactă.
Când ADN este copiat, cele două șiraguri ale moleculei inițiale sunt separate de enzime, care apoi se mișcă de-a lungul fiecăruia din cele două șiraguri, împerechind noi nucleotide și închizând cele două fermoare. Sunt produse astfel două molecule ADN, fiecare conținând un șirag din vechiul ADN și un șirag nou fabricat. Acest proces nu e perfect: uneori proteinele fac erori și pun o nucleotidă greșită în șiragul pe care îl construiesc. Aceasta cauzează o schimbare în secvența genei respective. Asemenea modificări în secvența ADN se numesc mutații. Mutațiile produc noi alele ale genelor. Uneori aceste modificări împiedică gena să funcționeze corect, ca în cazul genelor melaninei discutat înainte. În alte cazuri aceste mutații pot schimba acțiunea genei sau chiar o pot face să își îndeplinească funcțiile ceva mai bine decât înainte. Aceste mutații și efectele lor asupra trăsăturilor organismelor sunt una din cauzele evoluției.

## Gene și evoluție

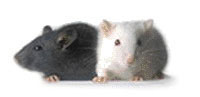
Şoareci cu blană colorată diferit.

O populație de organisme evoluează când o trăsătură devine, cu timpul, mai comună sau mai puțin comună. De exemplu, totalitatea șoarecilor care trăiesc pe o insulă formează o unică populație de șoareci. Dacă, în decursul câtorva generații, șoarecii albi, rari inițial, ar deveni o parte mare din această populație, culoarea blănii acestor șoareci va fi evoluat. În limbajul geneticii, acest fapt se numește o schimbare a frecvenței alelice – creșterea frecvenței alelei pentru blană albă.
Alelele devin mai mult sau mai puțin comune fie din întâmplare (printr-un proces numit derivă genetică), fie prin selecție naturală. În selecția naturală, dacă o alelă sporește probabilitatea ca un organism să crească și să se reproducă, cu timpul această alelă va deveni mai comună. Dar dacă o alelă e dăunătoare organismului, selecția naturală o va face mai puțin comună. De exemplu, dacă insula s-ar răci de la an la an și ar fi acoperită cu zăpadă mai tot timpul, alela pentru blană albă ar deveni utilă pentru șoareci, fiindcă i-ar face mai greu vizibili pe zăpadă. Mai puțini șoareci ar fi devorați de animale de pradă și cu timpul șoarecii albi ar depăși ca număr șoarecii cu blană întunecată. Alelele pentru blană albă ar deveni mai comune, alelele pentru blană întunecată ar deveni mai rare
Mutațiile creează alele noi. Aceste alele au secvențe ADN noi și pot produce proteine cu proprietăți noi. Deci dacă o insulă ar fi populată în întregime de șoareci negri, s-ar putea ca mutațiile să creeze alele pentru blană albă. Combinația de mutații care creează alele noi la întâmplare și selecția naturală care le alege pe cele utile produce adaptare. Aceasta înseamnă că organismele se schimbă într-un mod care le ajută să supraviețuiască și să se reproducă.

## Inginerie genetică
Cum trăsăturile se datorează genelor dintr-o celulă, introducând o nouă porțiune de ADN într-o celulă poate fi produsă o nouă trăsătură. Așa procedează ingineria genetică. De exemplu, plantele de cultură pot primi o genă de la un pește arctic, ca frunzele lor să poată produce o proteină contra înghețului. Acest lucru servește la prevenirea pagubelor datorate gerului. Alte gene care pot fi introduse în plantele cultivate includ un insecticid natural din bacteria Bacillus thuringiensis. Insecticidul omoară insectele care se hrănesc cu plantele, dar e inofensiv pentru oameni. Noile gene sunt introduse în aceste plante în stadiul inițial al creșterii, ca genele să se afle peste tot în plantă, inclusiv în semințe. Descendenții plantei moștenesc astfel noile gene – ceea ce a provocat îngrijorare relativ la răspândirea noilor trăsături la plantele sălbatice.
Tehnicile utilizate în ingineria genetică sunt aplicate și la tratamentul bolilor genetice, într-un experiment medical numit terapie genică. În acest caz însă, noua genă e introdusă când persoana are o anumită vârstă și s-a îmbolnăvit, pentru ca ea să nu fie moștenită de copii. În terapia genică se încearcă înlocuirea alelei care produce boala cu o alelă care funcționează corect.

### Genetică
- University of Utah – Genetic Science Learning Center
- Introduction to Genes and Disease
- Talking Glossary of Genetic Terms Arhivat în 9 octombrie 2009, la Wayback Machine.

### Gene și DNA
- How to Clone DNA
- NCBI – A Science Primer

### Evoluție
- Understanding Evolution – your one-stop source for information on evolution

### Interactiv
- What Color Eyes Would Your Children Have? Arhivat în 4 august 2008, la Wayback Machine.
- DNA – The Double Helix
- Transcribe and translate a gene Arhivat în 15 septembrie 2008, la Wayback Machine.
- StarGenetics - Software-ul simuleaza  experimente de împerechere între organisme care sunt genetic diferite într-o serie de trăsături.